# Mastinocerus uruguayensis
Mastinocerus uruguayensis là một loài bọ cánh cứng trong họ Phengodidae. Loài này được Berg miêu tả khoa học năm 1886.